# Drassodes heeri
Drassodes heeri är en spindelart som först beskrevs av Pietro Pavesi 1873.  Drassodes heeri ingår i släktet Drassodes och familjen plattbuksspindlar. Inga underarter finns listade i Catalogue of Life.